# Gmina Torzym
Die Gmina Torzym [ˈtɔʒɨm] ist eine Stadt-und-Land-Gemeinde im Powiat Sulęciński der Woiwodschaft Lebus in Polen. Sie ist Sitz der gleichnamigen Stadt (deutsch Sternberg in der Neumark) mit etwa 2500 Einwohnern.

## Geographie
Die Gemeinde umfasst ein Gebiet von 375 km² mit etwa 6800 Einwohnern und liegt in der Neumark, 25 km östlich von Frankfurt (Oder). Zu den Gewässern gehört der Odernebenfluss Ilanka (Eilang), der den Jezioro Torzymskie (Eilangsee) durchfließt.

## Geschichte
Im Jahr 1994 erhielt Torzym wieder die 1945 aberkannten Stadtrechte. Die Landgemeinde Torzym (bis 1949 Toruń Lubuski) bestand 1945–1954 und 1973–1994.

## Gemeinde
Die Stadt-und-Land-Gemeinde (gmina miejsko-wiejska) Torzym gliedert sich in die Stadt selbst sowie 20 Dörfer und die Kolonie Drzewce mit Schulzenämtern:
Torzym (Sternberg), Bargów (Bergen), Bielice (Beelitz), Bobrówko (Biberteich), Boczów (Bottschow), Debrznica (Döbbernitz), Drzewce (Leichholz), Drzewce Kolonia (Bärschlauch), Garbicz (Görbitsch) mit den Vorwerken Szarlatka (Charlottenfeld) und Augustynów (Augustenhof), Grabów (Grabow), Gądków Mały (Klein Gandern), Gądków Wielki (Groß Gandern), Koryta (Koritten), Kownaty (Kemnath), Lubin (Wildenhagen), Lubów (Laubow), Mierczany (Hildesheim), Pniów (Pinnow), Prześlice (Schönwalde), Tarnawa Rzepińska (Tornow), Walewice (Wallwitz) und Wystok (Klauswalde).
Weitere Ortschaften sind die Siedlungen Jelenie Pole, Rojek und Rożnówka sowie das Forsthaus Góry.